# حميدو تراوري
حميدو تراوري (بالفرنسية: Hamidou Traoré)‏ هو لاعب كرة قدم مالي في مركز نصف الجناح، ولد في 7 أكتوبر 1996 في باماكو في مالي. يلعب في النادي العربي السعودي, شارك مع منتخب مالي تحت 20 سنة لكرة القدم ومنتخب مالي لكرة القدم. أما مع النوادي، فقد لعب مع معمورة العزيز سبور ونادي الصفا السعودي والنادي العربي.

## وصلات خارجية
- حميدو تراوري على موقع الاتحاد الدولي (مؤرشف)  (الإنجليزية)
- حميدو تراوري على موقع اتحاد تركيا (لاعب) (الإنجليزية)
- حميدو تراوري على موقع قاعدة بيانات كرة القدم.إي يو (الإنجليزية)
- حميدو تراوري على موقع ناشيونال فوتبول تيمز (الإنجليزية)
- حميدو تراوري على موقع Soccerway.com (الإنجليزية)
- حميدو تراوري على موقع عالم كرة القدم.نت (الإنجليزية)